# Rabat (Marokko)
Rabat (Berbers: ⴻⵕⵕⴱⴰⵟ Eṛṛbaṭ, Arabisch: الرباط al-Ribaat) is de hoofdstad van Marokko. De stad hoort bestuurlijk tot de regio Rabat-Salé-Kénitra, waarvan het de hoofdstad is, voor 2015 behoorde Rabat tot de kleinere voormalige regio Rabat-Salé-Zemmour-Zaer. De stad Rabat in enge zin behoort tot de gelijknamige prefectuur Rabat.
De stad is een van de vier koningssteden van Marokko, samen met Fez, Meknes en Marrakesh.

## Geografie
Rabat ligt aan de Atlantische Oceaan op de linkeroever van het Bou Regreg-estuarium, tegenover de stad Salé.
Omdat de haven dichtslibt neemt de betekenis af, maar Rabat heeft nog steeds een belangrijke textielindustrie.

## Transport

### Autoverkeer
De stad is bereikbaar met autosnelwegen vanuit Tanger met de A1, vanuit Oujda (en Fès, Meknès en Khémisset) met de A2 en vanuit Casablanca met de A3, de oudste snelweg van Marokko die in 2012 vernieuwd en verbreed werd. De Ring van Rabat werd voltooid tussen 2011 tot 2016 en is sindsdien volledig in gebruik. Het autoverkeer in Rabat is vaak goed geregeld, omdat de Marokkaanse verkeerspolitie en de Marokkaanse genderarmie vaak aanwezig is in het verkeer.

### Spoor
Rabat wordt bediend door twee treinverbindingen die geëxploiteerd worden door de nationale spoorwegbedrijf ONCF. Rabat-Agdal is het belangrijkste station waar de treinen vertrekken naar het zuidelijkere gelegen Marrakech of El Jadida. Van het station Rabat-Agdal rijden er ook treinen naar noordelijkere gelegen plaatsen als Meknes, Fez, Taza en Oujda.

### Tram
Rabat heeft een tramnetwerk in eigen stad tot aan de voorstad Salé. Het netwerk van de Tram van Rabat heeft een lengte van 58 kilometer en een totaal van 47  stops. Het wordt beheerd door Veolia Transdev met Alstom Citadis Trams.

### Luchtverkeer
De stad wordt bediend door de luchthaven Rabat-Sale. Het is niet de drukste luchthaven van het land, dat is de internationale luchthaven Mohammed V bij Casablanca.

## Geschiedenis
De plaats van het huidige Rabat is al heel lang bewoond. De stad stond tijdens de Romeinse periode bekend als Sala. Het was daarvoor een Fenicische kolonie. In de vijfde eeuw na Christus werd de Romeinse stad verlaten.
In 1150 bouwde de Almohadische kalief Abd al-Mu'min hier een burcht die later de Kasba van de Oudaya's zou worden genoemd, een moskee en een verblijf. Het geheel werd een ribat genoemd, een vesting. De huidige naam komt van Ribat Al Fath, wat "het kamp van de overwinning" betekent. Yaqub al-Mansur, een kleinzoon van Abd al-Mu'min, liet de vesting uitbreiden tot een ommuurde stad die diende als basis voor de Almohadische expedities in Andalusië.
Na 1253 volgde een periode van achteruitgang, omdat Fez door de Meriniden als hoofdstad was gekozen. Toen de Spaanse koning Filips III in 1609 besloot de Moren te verdrijven, vonden duizenden van hen een schuilplaats in Rabat. Onder de dynastie van Alaoui begon voor de stad een periode van groei.
In 1912 werd Rabat de hoofdstad van het Franse protectoraat Marokko en de zetel van de resident. Hierbij werd de stad uitgebreid aan de hand van een stadsplan uit 1914 van Henri Prost onder leiding van resident-generaal Hubert Lyautey. Het plan ging uit van een monumentale status en restauratie van de oude stad, en de aanleg van een koloniaal Ville Nouvelle. Dit stadsdeel concentreerde zich rond Boulevard Mohammed V (destijds Avenue du Makhzen) met diverse overheidsgebouwen, hotels en appartementencomplexen. Het plan behelsde ook een ruimtelijke ordening van ambachten en culturen. De Medina werd bestemd voor de Marokkaanse oorspronkelijke bevolking, de Ville nouvelle voor de Franse bevolking.
Nadat Marokko in 1956 onafhankelijk werd bleef Rabat de hoofdstad.
In Rabat is de Mohammed V-universiteit gevestigd.

## Cultuur
In 2012 werd een groot deel van Rabat aangewezen als werelderfgoed onder de titel Rabat, moderne hoofdstad en historische stad: een gedeeld erfgoed. Onder de nominatie valt de Medina, de Kasba van de Oudaya's, het Franse gedeelte bekend als Ville Nouvelle, de Hassanmoskee, het Mausoleum van Mohammed V, de ruïnes van de Romeinse stad Sala, de wijk Habous, de botanische tuin Jardins d’Essais en de Almohaden wallen en poorten. Het Musée Mohammed VI d'Art moderne et contemporain stelt hedendaagse kunst tentoon.

## Sport
FAR Rabat is de succesvolste voetbalclub van Marokko van buiten Casablanca. De meervoudig landskampioen speelt haar wedstrijden in het Stade Moulay Abdallah. Dit stadion werd gebruikt voor wedstrijden van de Afrika Cup 1988. FUS de Rabat is een andere voetbalclub en eveneens meervoudig landskampioen uit Rabat. Het speelt haar thuiswedstrijden in het kleinere Stade de FUS. 

## Geboren in Rabat
- Mehdi Ben Barka (1920 - verdwenen 29 oktober 1965), politicus
- Hassan II (1929-1999), koning van Marokko
- Alain Badiou (1937), Frans filosoof
- Macha Méril (1940), Frans actrice
- Dominique de Villepin (1953), Frans politicus
- Abdelilah Benkirane (1954), politicus
- Mohamed Timoumi (1960), voetballer
- Mohammed VI (1963), koning van Marokko
- Ronald Agenor (1964), Haïtiaans-Amerikaans tennisser
- Laila Lalami (1968), Marokkaans-Amerikaans schrijfster
- Nezha Bidouane (1969), hordeloopster en sprintster
- Moulay Rachid (1970), broer van koning Mohammed VI
- Younes El Aynaoui (1971), tennisser
- Driss El Himer (1974), Frans atleet
- Hassan El Mouataz (1981), voetballer
- Leïla Slimani (1981), journaliste en schrijfster
- Youssef Rabeh (1985), voetballer
- Moulay Hassan (2003), kroonprins van de Marokkaanse Troon
- Lalla Khadija (2007), tweede kind van de Marokkaanse koning Mohammed VI

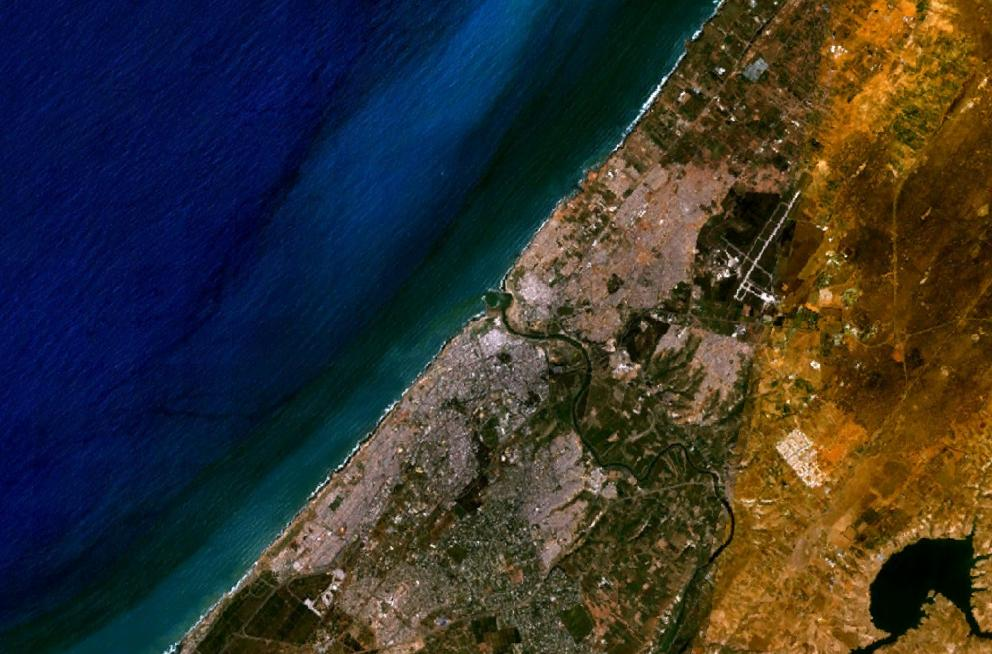
Rabat en Salé vanuit de lucht (Salé ligt boven de rivier, Rabat eronder)

## Stedenband
- Algiers, Algerije
- Caïro, Egypte
- Amman, Jordanië
- Istanboel, Turkije

Archeologische nederzetting in Volubilis · Historische stad Meknes · Aït-Ben-Haddou · Medina van Essaouira · Medina van Fez · Medina van Marrakesh · Medina van Tétouan · Kasba en medina van Rabat · Portugese stad in El Jadida (Mazagan)